# Mistrzostwa Czech w Skokach Narciarskich 2018
Mistrzostwa Czech w Skokach Narciarskich 2018 – zawody o mistrzostwo Czech na igelicie rozegrane zostały w dniach 1 lipca i 6 października 2018 roku; najpierw rywalizowali mężczyźni na kompleksie skoczni Areal Horečky w Frenštácie pod Radhoštěm, a później kobiety na skoczni Na Bučiskách w Rožnovie pod Radhoštěm.
Zmagania w kategorii mężczyzn odbyły się na skoczni normalnej (HS106), a wygrał je Roman Koudelka. Kolejne miejsca na podium zajęli Lukáš Hlava i Čestmír Kožíšek. Wystartowało 9 zawodników. W tym samym czasie rozegrano również konkurs juniorów, w którym zwyciężył Petr Vaverka, kolejne miejsca zajęli zaś Jakub Šikola i Petr Šablatura.
Konkurs kobiet rozegrano w październiku na skoczni średniej (HS77). Wystartowały tylko trzy zawodniczki, najlepszą z nich okazała się Štěpánka Ptáčková. Srebrny medal zdobyła Karolína Indráčková, zaś brąz wywalczyła Michaela Rajnochová.

## Wyniki

### Mężczyźni – 1 lipca 2018 – HS106
| Msc. | Zawodnik        | Klub                              | I seria | II seria | Punkty |
| ---- | --------------- | --------------------------------- | ------- | -------- | ------ |
| 1.   | Roman Koudelka  | LSK Lomnice nad Popelkou          | 100,5 m | 90,0 m   | 232,0  |
| 2.   | Lukáš Hlava     | Dukla Liberec                     | 94,5 m  | 90,0 m   | 219,5  |
| 3.   | Čestmír Kožíšek | LSK Lomnice nad Popelkou          | 95,0 m  | 88,5 m   | 218,0  |
| 4.   | Viktor Polášek  | SK Nové Město na Moravě           | 86,0 m  | 93,5 m   | 207,0  |
| 5.   | František Holík | LSK Lomnice nad Popelkou          | 82,5 m  | 81,0 m   | 173,0  |
| 6.   | Filip Sakala    | T.J. Dukla Frenštát pod Radhoštěm | 82,0 m  | 80,5 m   | 167,5  |
| 7.   | Vojtěch Štursa  | Dukla Liberec                     | 82,0 m  | 77,0 m   | 160,5  |
| 8.   | David Jirotka   | SK Ještěd Liberec                 | 75,0 m  | 68,0 m   | 126,0  |
| 9.   | Damián Lasota   | TJ TŽ Třinec                      | 80,0 m  | 68,0 m   | 124,0  |

### Kobiety – 6 października 2018 – HS77
| Msc. | Zawodniczka         | Klub          | I seria | II seria | Punkty |
| ---- | ------------------- | ------------- | ------- | -------- | ------ |
| 1.   | Štěpánka Ptáčková   | Dukla Liberec | 70,5 m  | 71,5 m   | 229,4  |
| 2.   | Karolína Indráčková | JKL Desná     | 68,0 m  | 72,0 m   | 220,0  |
| 3.   | Michaela Rajnochová | TJ Rožnov     | 53,5 m  | 54,0 m   | 153,5  |